# Lacinipolia calcaricosta
Lacinipolia calcaricosta är en fjärilsart som beskrevs av Todd och Robert W. Poole 1981. Lacinipolia calcaricosta ingår i släktet Lacinipolia och familjen nattflyn. Inga underarter finns listade i Catalogue of Life.